# Icius brunellii
Icius brunellii là một loài nhện trong họ Salticidae.
Loài này thuộc chi Icius. Icius brunellii được Lodovico di Caporiacco miêu tả năm 1940.